# Rekared Centelles Abad
Rekared Centelles Abad, (hiszp.) Recaredo Centelles Abad (ur. 23 maja 1904 w Vall de Uxó, zm. 25 października 1936 w Nules) – błogosławiony prezbiter, ofiara prześladowań antykatolickich okresu hiszpańskiej wojny domowej, zamordowany z nienawiści do wiary (łac) odium fidei i uznany przez Kościół katolicki za męczennika, członek Bractwa Kapłanów Robotników od Serca Jezusa.

## Życiorys
Pochodzący z Katalońskiego Vall de Uxó Rekared Centelles Abad studia ukończył w Tortosie, w tamtejszym Kolegium Powołaniowym św. Józefa ((hiszp.) Seminario di San Giuseppe). Kiedy 25 maja 1929 r. otrzymał sakrament święceń kapłańskich włączył się w działalność kapłańskiego Stowarzyszenia Robotników Diecezjalnych i podjął się misji zapoczątkowanej przez późniejszego błogosławionego Emanuela Domingo y Sol na rzecz aktywizowania środowisk robotniczych do powołań kapłańskich i formacji seminaryjnej. Apostolat realizował początkowo w Tarragonie, a następnie jako prefekt wyższego seminarium duchownego w Tortosie i rektor tamtejszego małego seminarium. W czasie eskalacji prześladowań, po wybuchu hiszpańskiej wojny domowej został zamordowany 25 października w Nules.
1 października 1995 roku papież Jan Paweł II, w czasie Mszy świętej na Placu Świętego Piotra w Watykanie dokonał beatyfikacji grupy 45 męczenników wojny domowej w Hiszpanii w której znalazł się Rekared Centelles Abad wraz z ośmioma towarzyszami, członkami Bractwa Kapłanów Robotników od Serca Jezusa.
Szczególnym miejscem kultu Rekareda Centellesa Abady jest Diecezja Tortosa, zaś miejscem pochówku jest kościół pod wezwaniem „de Reparación” w Tortosie, a atrybutem męczennika jest palma.
W Kościele katolickim wspominany jest w dies natalis (25 października).